# Contemporary And
Contemporary And (C&) versteht sich selbst als Plattform zum Austausch über zeitgenössische Kunst, mit einem besonderen Fokus auf Afrika und die Schwarze Diaspora. Das 2018 von C& gegründete Contemporary And América Latina (C& AL) widmet sich Kunst in und aus Lateinamerika und der Karibik. Beide Plattformen wurden mit dem Anspruch einer größeren Reichweite und des internationalen Austauschs digital angelegt.
Als Printmagazin erscheint Contemporary And zwei Mal im Jahr, meist im Kontext von Biennalen oder relevanten kulturellen Veranstaltungen in Europa, Afrika, den USA oder Lateinamerika, etwa der Armory Show in New York oder der Dak’Art Biennale. Die Artikel sind auf Englisch und Französisch.

## Geschichte
Gegründet wurde Contemporary And 2013 von den Kunsthistorikerinnen Julia Grosse und Yvette Mutumba gemeinsam mit Elke aus dem Moore und dem Institut für Auslandsbeziehungen aus der Bestrebung heraus, eine Plattform zum internationalen Austausch zwischen Kunstschaffenden aus Afrika und der Diaspora zu schaffen und ihre Arbeit in einem globalen Kontext zu verorten.
Der Name Contemporary And ergibt sich aus dem Selbstanspruch, die präsentierten künstlerischen Positionen in erster Linie als zeitgenössisch zu definieren und im zweiten Schritt die Vielschichtigkeit in den Biografien und Arbeitsweisen von Kunstschaffenden zu unterstreichen, die bei der Reduktion auf ein bezeichnendes Adjektiv (etwa "afrikanische" Kunst) verloren geht. Die Artikel werden meist von lokalen Schreibenden verfasst, die die entsprechende Expertise zu den Feldern mitbringen, über die sie schreiben. Neben redaktionellen Inhalten werden auf der Plattform außerdem Ankündigungen zu Ausstellungen, Performances, Vorträgen und anderen Veranstaltungen sowie Meldungen aus Kunst und Kultur geteilt.
In seinem Gründungsjahr 2013 veröffentlichte Contemporary And anlässlich der 55. Kunstbiennale von Venedig eine Karte mit Standortdaten und Informationen zu den Pavillons Angolas, der Republik Côte d’Ivoire, Ägyptens, Kenias, Südafrikas und Simbabwe sowie weiteren Ausstellungen im Zuge der Biennale, in denen namhafte Künstlerinnen und Künstler aus Afrika und der Diaspora vertreten waren, etwa Lynette Yiadom-Boakye, Bouchra Khalili oder Steve McQueen.
Auf seiner Website veröffentlichte C& in dem Jahr zudem ein Interview mit dem angolanischen Fotografen Edson Chagas, dessen Beitrag für den Pavillon Angolas auf der Biennale den Goldenen Löwen für den besten Länderpavillon gewann. Bei dem von Suzana Sousa geführten Interview handelt es sich um den ersten in einer englischsprachigen Zeitschrift erschienenen Beitrag zu dem Künstler. Seine Arbeiten wurden seither unter anderem im Brooklyn Museum und dem Museum of Modern Art in New York gezeigt und sind in der The Walther Collection vertreten.
Im Folgejahr erschien Contemporary And im Zuge der Biennale de l’art africain contemporain Dak’Art 2014 als gedrucktes Magazin. Seither bringt das Magazin etwa zwei Mal jährlich eine Printausgabe heraus.
Im Jahr 2016 beauftragte die New Yorker Kunstmesse The Armory Show die Gründerinnen und Herausgeberinnen des Magazins mit der Kuration seiner Sektion "Focus". Die Ausstellung, die in dem Jahr unter dem Titel "Focus: African Perspectives – Spotlighting Artistic Practices of Global Contemporaries" lief, wurde mit Grosse und Mutumba erstmals von Frauen kuratiert.

Ähnlich wie bei der Namensgebung des Magazins folgte der Titel den Bestrebungen der Kuratorinnen, sich von der Reduktion auf eine gemeinsame afrikanische Identität zu lösen, und diese als Gegenpart zu Europa und den USA konstruieren. Stattdessen ginge es um die Betonung globaler Bewegungen und Netzwerke, hieß es von Seiten der Kuratorinnen, es sollte ein Blick auf zeitgenössische Kunst aus einer "afrikanischen Perspektive" in den Fokus genommen werden. Im Interview mit dem Magazin Hyperallergic sagte Yvette Mutumba:
"Wir sind der Meinung, dass man nicht von 'der zeitgenössischen afrikanischen Kunst' sprechen kann. Die Arbeiten sind Teil einer globalen Zeitgenossenschaft, weshalb die Ausstellung den Untertitel 'spotlighting artistic practices of global contemporaries' trägt. Aber wir betonen auch den Rückblick auf die jüngste Geschichte, um zu unterstreichen, dass diese Bewegung nicht neu ist."     
2017 wurde anlässlich der São Paulo Biennale eine Printausgabe des Magazins mit dem Schwerpunkt Lateinamerika veröffentlicht. Daraus entstand ein Jahr später Contemporary And América Latina (C& AL).
2020 wurden Mutumba und Grosse mit dem Kulturmarken Award in der Kategorie "Europäische Kulturmanagerinnen des Jahres" ausgezeichnet.
2023 feiert Contemporary And sein zehnjähriges Jubiläum mit Veranstaltungen in Berlin, New York, São Paulo, Santo Domingo und Nairobi, wo die Plattform seit 2022 ein festes Büro hat.

## Contemporary And América Latina
Das 2018 gegründete Projekt Contemporary And América Latina (C& AL) verfolgt den Anspruch, indigene und Perspektiven der afrikanischen Diaspora in den Fokus zu nehmen, die eine Brücke zwischen Lateinamerika, der Karibik und Afrika herstellen. Es erscheint in den Sprachen Englisch, Portugiesisch und Spanisch. Das Magazin wird gemeinsam vom Institut für Auslandsbeziehungen und dem Goethe-Institut herausgegeben.

## Lehrangebote und Künstlerförderung
Ausgehend von dem Gedanken, Netzwerke zu bilden und Schreibende und Kunstschaffende zu fördern, bietet Contemporary And eine Reihe an Lehrangeboten an. Dazu zählen etwa die "Critical Writing Workshops" für Kunst-Kritisierende, die seit 2016 in Lagos, Nairobi, Lubumbashi, Harare, Luanda und Detroit stattfanden. Zusätzlich gibt es ein Mentoring-Programm, das jungen Kunstkritisierenden für ein halbes Jahr einen erfahrenen Mentor bzw. eine Mentorin zur Seite stellt. Mehrmals veranstaltete die Plattform zudem Lehrveranstaltungen und Vorträge.
Wie auch Kunstvereine und Museen bietet Contemporary And Editionen von Kunstschaffenden an, auf der Website zeigt die Plattform unter "Commissions" digitale Kunstwerke und Ausstellungen.

## Weitere Projekte

### Show Me Your Shelves
Im Rahmen des vom Auswärtigen Amt gemeinsam mit dem Goethe-Institut initiierten "Jahr der Deutsch-Amerikanischen Freundschaft" organisierte Contemporary And als offizieller Partner in Kooperation mit dem Kunstjournal Arts.Black und den öffentlichen Büchereien in Huston und Detroit das Projekt "Show Me Your Shelves", das afrodeutsche und afro-amerikanische Kunstschaffende zusammenbrachte. Werke von Kunstschaffenden aus Deutschland und den USA wurden an Standorten der städtischen Büchereien präsentiert. Junge Schreibende konnten an einer Schreibwerkstatt teilnehmen, die Ergebnisse wurden in einer Sonderausgabe von Contemporary And (Print) präsentiert.

### C& Center of Unfinished Business
2017 entstand aus der Idee eines reisenden Leseraums das C& Center of Unfinished Business, das seither in Museen weltweit Station gemacht hat, darunter im Contemporary Arts Center, Cincinnati, im Sprengel Museum, Hannover, im Para Site, Hong Kong, dem Museum Ludwig, Köln, oder im Les Abattoirs, Musée – Frac Occitanie, Toulouse.
Die Bücher stammen zum Teil aus dem festen Bestand des C& Center of Unfinished Business, teils aus anderen Sammlungen, etwa von der Berliner Initiative Each One Teach One.
2022 zeigte das Berliner Brücke-Museum die Installation im Rahmen der Ausstellung "Whose Expression? Die Künstler der Brücke im kolonialen Kontext" gezeigt. Begleitend dazu leiteten Yvette Mutumba und Julia Grosse in ihrer Funktion als Dozentinnen an der Berliner Universität der Künste ein Seminar im Studiengang Kunst im Kontext. Die dort durch die Studierenden entwickelten künstlerischen Interventionen wurden als Teil des Begleitprogramms präsentiert. Parallel brachte das Brücke-Museum gemeinsam mit der Stiftung Deutsches Technikmuseum Berlin und der Stiftung Stadtmuseum Berlin den Band "Das Museum dekolonisieren? Kolonialität und museale Praxis in Berlin" heraus, in dem das Center for Unfinished Business vorgestellt wird.
Anlässlich des Gründungsjubiläums wird das Center for Unfinished Business ab 2023 für ein Jahr in der Berliner ifa-Galerie gezeigt.

## Finanzierung
Das Magazin erscheint in Kooperation mit dem Institut für Auslandsbeziehungen. Die Kosten für Übersetzungen werden vom British Council übernommen.
Während sich das C& Center for Unfinished Business durch die Künstlerhonorare trägt, die im Rahmen der jeweiligen Ausstellungen gezahlt werden, in denen der Leseraum gastiert, wurden die Critical Writing Workshops sowie das C& Mentoring Program bisher durch Gelder der US-amerikanischen Ford-Stiftung ermöglicht. Hierbei handelt es sich jedoch nicht um eine regelmäßige Zuwendung, sondern um einzelne Projektfinanzierungen.